# Бібліотека імені Михайла Слабошпицького
Бібліотека імені Михайла Слабошпицького Солом'янського району м.Києва. Бібліотека входить до Централізованої бібліотечної системи Солом'янського району м. Києва.

## Адреса
03151 Київ, вул. Новгород-Сіверська, 5

## Характеристика
Площа приміщення бібліотеки — 470 м², книжковий фонд — 16, 5 тис. примірників. Щорічно обслуговує 3,0 тис. користувачів. Кількість відвідувань — 19,5 тис., книговидач — 53,3 тис. примірників.

## Історія
Бібліотеку засновано 1950 року. Спершу вона розміщувалася на першому поверсі п’ятиповерхового будинку на вулиці Культури (згодом Мартиросяна, нині Сергія Берегового), спорудженого саме у першій половині 1950-х років. 1968 року бібліотека переїхала в новобудову на вулиці Новгородській, 5. Мала ім’я російського письменника Новікова-Прибоя. З часу переїзду на нове місце розпочинається її шлях до більш широкого кола читачів.  Було знайдено вдале місце в соціокультурному оточенні мікрорайону, враховуючи розташування бібліотеки. Нові часи вимагають нових рішень і підходів в роботі з громадою. 
Бібліотека, як і вулиця, на якій вона знаходиться, отримала нове хрещення. 9 листопада 2023 року Київрада перейменувала бібліотеку на честь українського прозаїка та літературознавця Михайла Слабошпицького. Причиною перейменування була кампанія деколонізації, що активізувалася після початку широкомасштабного воєнного вторгнення Росії в Україну.
Бібліотека знайшла й зайняла своє місце в соціокультурному оточенні мікрорайону, враховуючи розташування бібліотеки: район робітничих гуртожитків, відсутність інших культурно-освітніх закладів. Комфортні умови, наявність зимового саду, кваліфіковане обслуговування приваблюють користувачів, особливо людей похилого віку. Бібліотека для них — центр спілкування й підтримки. Творчі зустрічі з молодими письменниками. Презентації нових книг сучасних авторів.

## Проектна діяльність
- «По-сусідськи. Польський вектор» - проектом передбачено проведення циклу заходів, лекцій, бесід, присвячених ознайомленню з історією і сьогодення Республіки Польської. Проведення курсу-мінімуму з вивчення польської мови. Термін реалізації проекту 2012-2015 рр.
- "СучУкрЛіт Сфера: Анонси. Рецензії. Новинки. Паперові реінкарнації. Події. Зустрічі" - проект популяризації сучасної української літератури, формування інформаційних потреб в українському літературному продукті[5]. Термін реалізації проекту: 2016-2019рр.
- «Красне письменство» -лауреати  іменних літературні премій  Україні.[6] Термін реалізації проекту: 2020-2022рр.